# Populismus

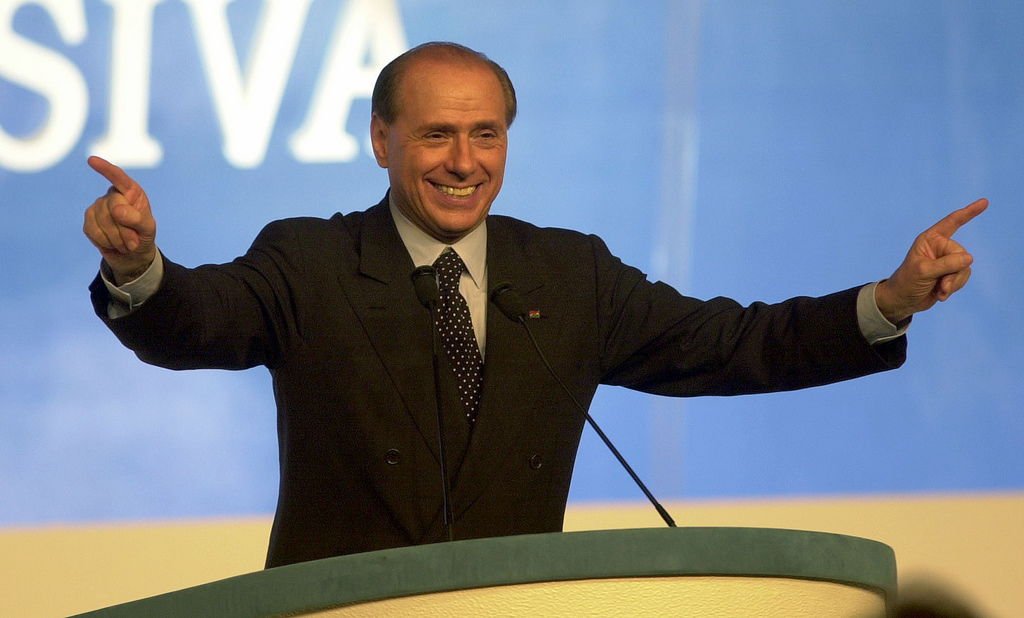
Silvio Berlusconi während einer Wahlkampfrede

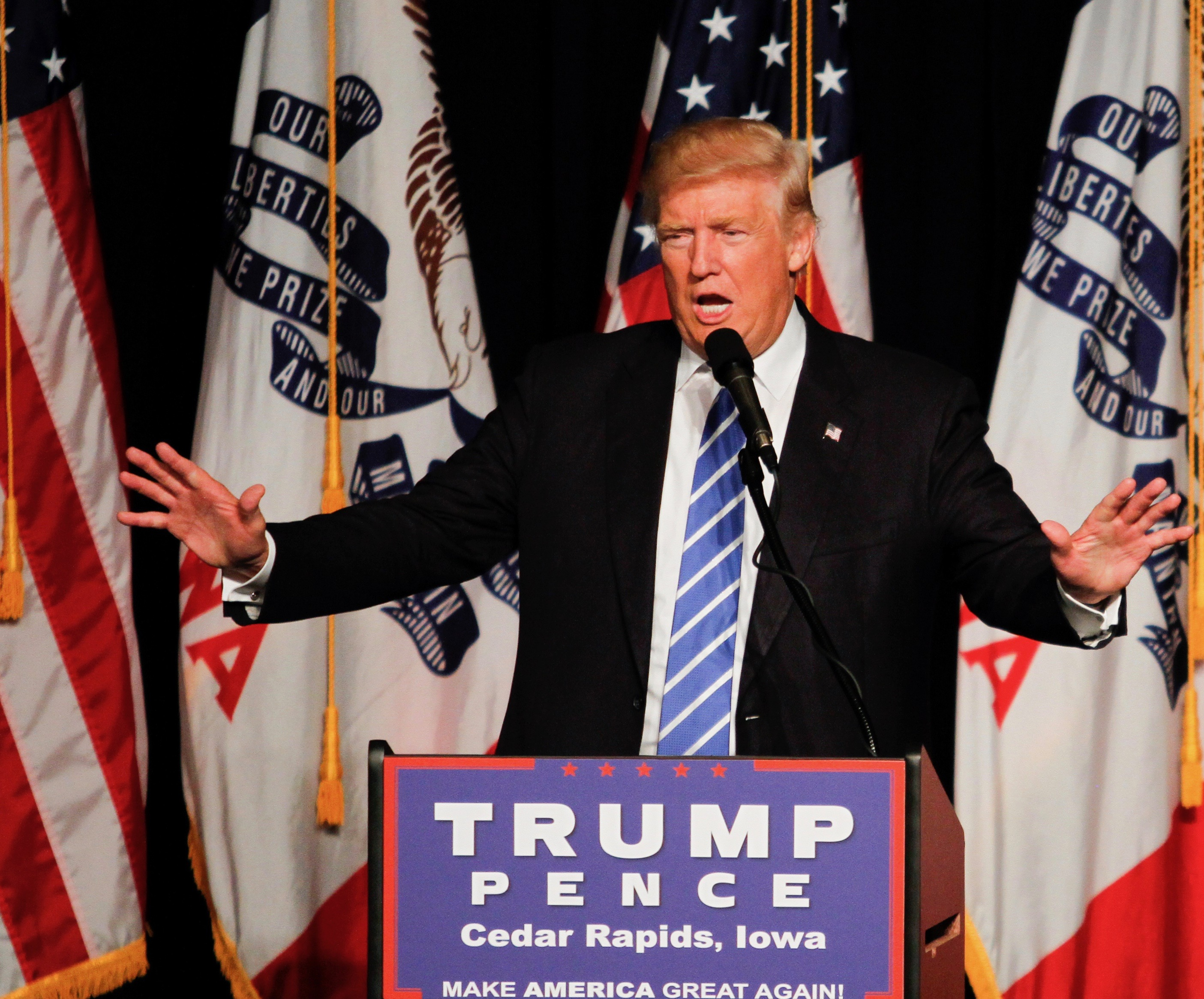
Donald Trump beim Wahlkampf 2016

Dem Begriff Populismus (von lateinisch populus ‚Volk‘), eine Form der Politik, werden mehrere Attribute zugeordnet. Charakteristisch ist die betonte Unterscheidung von einerseits dem „Volk“ und andererseits einer als korrupt und selbstgefällig bezeichneten politischen oder wirtschaftlichen „Elite“. Unter Ausnutzung und Verstärkung vorhandener Stimmungslagen soll so einer populistischen Bewegung oder einem populistischen Führer ein politischer Vorteil entstehen mit dem Ziel des Machterwerbs. Häufig erscheint er als Bestandteil politischer Ideologien sowohl auf der rechten als auch auf der linken Seite des politischen Spektrums.

## Überblick
In der politischen Debatte wird mit dem Begriff Populismus dem politischen Gegner auch eine unredliche Haltung unterstellt. Ein populistischer Aktivist stellt sich in dem konstruierten Gegensatz von „Volk“ und „Elite“ auf die Seite des „kleinen Manns“ und behauptet von sich selbst, die Stimme und den Willen des Volkes zu repräsentieren. Er bevorzugt einfache, emotional ansprechende Botschaften, um komplexe politische, wirtschaftliche oder soziale Probleme zu erklären. Indem sie vorhandene Ängste und Ressentiments aufgreifen, agitieren Populisten gegen etablierte politische Institutionen, Parteien und Eliten. Sie versprechen Veränderung und präsentieren sich als Alternative zum bestehenden politischen System. Nach Ansicht der Politikwissenschaftler Frank Decker und Marcel Lewandowsky kann ausgerechnet die Tatsache, dass in einer Demokratie politische Entscheidungen durch Kompromisse von gewählten Repräsentanten unter Einbeziehung unterschiedlicher Interessengruppen und eines möglichst breitgefächerten Meinungsspektrums, aber dadurch angeblich auch gegen eine vermeintliche Mehrheit zustande kommen, der Nährboden für populistische Agitation sein.
Mit Anti-Intellektualismus, einem scheinbar unpolitischen Auftreten unter Berufung auf den „gesunden Menschenverstand“ (common sense) und auf die „Stimme des Volkes“ setzen Populisten auf Polarisierung, Personalisierung (oft unter Einsatz von Berühmtheiten) und Moralisierung. Die Polarisierung findet auf nationaler Ebene, aber auch auf ethnischer, religiöser oder kultureller Ebene statt. Populisten betonen oft die Bedeutung nationaler Identität und Souveränität. Mit nationalistischer Rhetorik mobilisieren sie ihre Unterstützer und wenden sich gegen internationale Institutionen oder Abkommen. Die Funktion von Parteien, an der politischen Willensbildung mitzuwirken (siehe Artikel 21 des Grundgesetzes für die Bundesrepublik Deutschland), deuten Populisten oft als Bevormundung des mündigen Bürgers. Stattdessen fordern sie die unmittelbare Umsetzung des „Volkswillens“ durch direkte Demokratie.
Populismus gründet sich nicht auf ein bestimmtes Wertesystem und kann daher mit ganz unterschiedlichen Ideologien und Zielsetzungen einhergehen. Oft ist er Stilmittel von Protestparteien und -politikern, oder auch von sozialen Bewegungen. Historisch sind etwa der Peronismus und der Poujadismus als populistische Bewegungen bekannt. Geläufig sind die Begriffe „Linkspopulismus“ und „Rechtspopulismus“. Letzterer hat Anfang des 21. Jahrhunderts in Europa und in den USA an Einfluss stark zugenommen, vor allem in Verbindung mit einer Abwehrhaltung gegenüber Migranten und zugewanderten Flüchtlingen. Als Ursachen für den populistischen Auftrieb gelten die aus fortschreitender Globalisierung und verstärkter Migration resultierenden Probleme und kulturellen Verunsicherungen in Teilen der Gesellschaft sowie ein verbreiteter Mangel an Zufriedenheit mit Entscheidungen und politischer Praxis. Im Europa der Nachkriegszeit formierten sich deshalb populistische Parteien: Die Freiheitliche Partei Österreichs wurde in den 1950er Jahren gegründet, der Front National in Frankreich zu Beginn der 1970er Jahre. Waren populistische Parteien in Deutschland lange Zeit eine sporadische Erscheinung, so haben sie sich auch hier seit etwa 2015 vor allem auf der Rechten zunehmend etabliert.

## Begriff

### Ursprung
Populistisch nannte sich selbst als erste politische Partei die Populist Party (1891 bis 1908) Ende des 19. Jahrhunderts in den USA. Sie erreichte die Realisierung einiger ihrer Forderungen und löste sich bald wieder auf. Darum steht seither Populismus dort für eine Politik, die sich, in Opposition zu den Interessen der Etablierten, an das einfache Volk richtet. Der Historiker Thomas Frank sieht davon ausgehend den Populismus durchaus positiv. Denn dieser kämpfte in den USA für sozialen Fortschritt, und seine Eliten-Kritik sei keineswegs wissenschaftsfeindlich gewesen.
Der Begriff ist im Englischen kein Kampfbegriff mit dem oft negativen Beiklang wie im Deutschen.
Das moderne Wort Populismus gründet auf dem Begriff Popularität. Noch im 19. Jahrhundert wurde „populär“ als volkstümlich verstanden – dem Volk verständlich, für das Volk bestimmt, leutselig, in die Volkssitte eingehend. Neben der lateinischen Herleitung gibt es auch die französische Bedeutung populace, zu deutsch Pöbel oder Mob. Dem Volke etwas verständlich machen, wurde als popularisieren bezeichnet.
Lange vor dem politischen Populismus gab es den Begriff Popularphilosophie. Diese diente seit der Aufklärung im 18. Jahrhundert zur Erläuterung philosophischer Probleme in allgemeinverständlicher Form. Vertreter waren z. B. Christian Garve, Johann Jakob Engel, Johann Georg Sulzer, Thomas Abbt und Moses Mendelssohn.

### Umgangssprache
Der Duden (21. Auflage) erklärt den Begriff als opportunistische Politik, die „die Gunst der Massen zu gewinnen sucht“. In der Umgangssprache ist dies ein häufiger Vorwurf an bestimmte Parteien und einzelne Politiker. Der Ausdruck wird dann schlagwortartig gebraucht, um eine Manipulation und Instrumentalisierung der Bevölkerung für eigene Zwecke zu kritisieren. Er steht unter anderem für den Vorwurf, mit leeren oder unrealistischen Versprechungen Wählerstimmen gewinnen zu wollen, für persönliches Machtstreben und mangelndes Verantwortungsbewusstsein für die politische Zukunft des Landes und seiner Bürger.
Der Alltagsgebrauch des Begriffs setzt Populismus „oftmals mit der Anbiederung an populäre politische Positionen“ gleich. Dieses Begriffsverständnis erachtet Frank Decker als verkürzt, weil es Populisten in ihrer Opposition zum Establishment gerade nicht darauf ankomme, möglichst breite Zustimmung zu erzielen. Vielmehr gehe es Populisten darum, durch ihre Selbstdarstellung als Außenseiter und ihr Aufwarten „mit tabubrecherischen und in ihrer Radikalität provozierenden Forderungen“, Glaubwürdigkeit unter den eigenen Anhängern zu gewinnen.

### Sozialwissenschaft
In den Sozialwissenschaften gibt es drei grundsätzliche Ansätze zum Verständnis von politischem Populismus: 1.) als („dünne“) Ideologie, 2.) als Strategie, 3.) als Stil; aber auch als Gesamtheit dieser drei Elemente.
Die Encyclopedia of Democracy definiert Populismus als eine „politische Bewegung, die die Interessen, kulturellen Wesenszüge und spontanen Empfindungen der einfachen Bevölkerung hervorhebt, im Gegensatz zu denen einer privilegierten Elite. Um sich zu legitimieren, sprechen populistische Bewegungen oft direkt den Mehrheitswillen an – durch Massenversammlungen, Referenden oder andere Formen der direkten Demokratie –, ohne großes Interesse für Gewaltenteilung oder die Rechte von Minderheiten.“
Der Politikwissenschaftler Cas Mudde definiert Populismus als „eine Ideologie, die davon ausgeht, dass die Gesellschaft in zwei homogene, antagonistische Gruppen getrennt ist, das ‚reine Volk‘ und die ‚korrupte Elite‘, und die geltend macht, dass Politik ein Ausdruck der volonté générale oder des allgemeinen Volkswillens sein soll“.
Der Soziologin Karin Priester zufolge ist Populismus „kein Substanz-, sondern ein Relationsbegriff“; er könne also nicht aus sich selbst heraus, sondern nur im Verhältnis oder in Abgrenzung zu einem Anderen (Gegner) definiert werden. Von dem Politologen Paul Taggart wird der Populismus als „inhärent unvollständig“ beschrieben; er attestiert ihm ein „leeres Herz“. Die äußeren Merkmale des Populismus könnten daher mit ganz unterschiedlichen inhaltlichen Werten und Zielen gefüllt werden bzw. sich mit diesen verbinden. In der Terminologie von Michael Freeden wird er als „dünne Ideologie“ bezeichnet, die sich an verschiedene „Wirtsideologien“ anlehnen kann. Taggart vergleicht den Populismus mit einem Chamäleon, das seine ideologische Färbung an die Werte der Bevölkerung in seinem jeweiligen „Kerngebiet“ (heartland) anpasst.
Die Soziologen Hartmut Rosa, Henning Laux und Ulf Bohmann beschreiben am Beispiel der Finanzmarktregulierung das „zeitsoziologische Paradox“ des Populismus: Die populistische Forderung „endlich mal zu handeln statt immer nur zu reden“ stärke solche politischen Kräfte, die schnelle und einfache Lösungen versprächen. Systematische Sofortentscheidungen der Exekutive würden jedoch die zeitlich aufwendige Meinungs- und Willensbildung einer pluralistischen Öffentlichkeit unmöglich machen. Je mehr also dem Wunsch nach bedingungsloser politischer Handlungsbeschleunigung entsprochen werde, desto wahrscheinlicher werde es, dass partizipative Prozeduren abgekürzt oder umgangen würden. Ein entsprechender Politikstil könne wiederum zur Bestätigung der populistischen Wahrnehmung führen, dass nur „die da oben“ unter sich entscheiden würden.
Anton Pelinka beschreibt Populismus allgemein als „Protest, der sich gegen die Kontrollmechanismen richtet, die eine direkte ‚Herrschaft des Volkes‘ vermeiden sollen.“ Dem liege ein radikales Demokratieverständnis zu Grunde, wonach Demokratie – in Anlehnung an Abraham Lincoln – „Regierung des Volkes, für das Volk und durch das Volk“ sei. Dabei favorisierten Populisten die plebiszitäre bzw. direkte Demokratie, während sie repräsentative Formen geringschätzten. Für die „wahre“ Demokratie, die der Populismus anstrebe, seien zwischengeschaltete Institutionen wie Parlamente oder Parteien nachrangig, wenn nicht gar hinderlich. Diese Institutionen würden sich – selbst wenn sie im herkömmlichen Sinne demokratisch legitimiert seien – nur anmaßen, für „das Volk“ zu sprechen. Allerdings beklagt Pelinka eine inflationäre Verwendung des Populismus-Begriffs, der oft unscharf und beliebig als Kampfbegriff oder Ausflucht diene.
Der US-Politologe Marc F. Plattner vom National Endowment for Democracy sieht Populismus als ein mehrheitsorientiertes Demokratieverständnis jenseits des Liberalismus und des Konstitutionalismus: „Populisten wollen, dass sich das durchsetzt, was sie für den Willen der Mehrheit halten – oft durch einen charismatischen populistischen Anführer gelenkt –, und das mit so wenig Hindernissen oder Verzögerungen wie möglich.“ Deshalb hätten sie wenig Verständnis für die liberale Betonung von verfahrensrechtlichen Feinheiten und für den Schutz von Individualrechten. Neben ihrer antiliberalen Grundtendenz können populistische Strömungen laut Plattner allerdings auch als ein Weckruf für Angehörige der Eliten eines Landes wirken, falls diese etwa aufgrund der eigenen Privilegien bequem geworden sind und/oder sich in ihrer politischen Positionierung zu weit von der Mehrheitsmeinung entfernt haben.
Als opportunistische Strategie betrachtet Hans-Georg Betz populistische Rhetorik, die darauf abgestellt sei, „in der Bevölkerung latent oder offen vorhandene Ressentiments aufzugreifen, zu mobilisieren und emotional aufzuheizen und daraus politisches Kapital zu schlagen“.
Jan Jagers und Stefaan Walgrave zufolge kann Populismus auch bloß ein bestimmter Kommunikationsstil sein, den politische Akteure dem Volk gegenüber verwenden. In diesem Fall sprechen sie von „dünnem Populismus“ (im Gegensatz zum ideologischen „dicken Populismus“). Benjamin Moffitt und Simon Tormey schlagen vor, Populismus in erster Linie als eine Frage des politischen Stils zu betrachten, der mit dem Abbau ideologischer Gegensätze und der zunehmenden „Stilisierung“ der Politik einhergehe. Sie konzentrieren sich auf seine „performativen“ und „ästhetischen“ Elemente und charakterisieren Populismus durch eine Vereinfachung des politischen Diskurses, „saubere Wir-gegen-die-Gegensätze“ und Lösungsvorschläge, die sich auf kurze, prägnante Schlagworte beschränken („sound-bite solutions“).
Der Politikwissenschaftler Ernesto Laclau versteht Populismus als eine performativ wirksame Diskursstrategie, die auf eine Vereinfachung und bipolare Spaltung des politischen Diskurses abzielt. Dabei werden verschiedene Forderungen gebündelt und gegenüber der etablierten Politik antagonistisch in Stellung gebracht. Für Laclau gibt es keine politische Intervention, die nicht, zumindest zu einem gewissen Grad, populistisch ist.
Jan-Werner Müller sieht als das Kriterium für Populismus weniger Inhalt und Form einer Aussage als vielmehr die Art der Begründung: Wenn diese weder demokratisch noch wissenschaftlich ist, sondern sich aus einem angeblichen „Volkswillen“ ableitet, der weder überprüft noch bewiesen werden kann und damit jeden pluralistischen Diskurs abblockt, handelt es sich um Populismus im methodischen Sinn.

„Populisten präsentieren sich als die einzigen wahren Volksvertreter. Die Elite bezeichnen sie als korrupt und nur an den eigenen Pfründen interessiert. Ihr stellen sie ein vermeintlich reines, homogenes, sozusagen unverdorbenes Volk entgegen. […] Populisten stellen sich als einzig legitime Stimme des Volkes dar. Ihren politischen Gegnern werfen sie nicht etwa vor, die falschen programmatischen Punkte oder auch Werte hochzuhalten, sie sprechen ihnen viel fundamentaler die politische Legitimität als solche ab.“

Nach David Van Reybrouck entpuppt sich ihre angebliche „Verpflichtung gegenüber den eigenen Wählern […] oft als eine zynische Art politischen Unternehmertums, das populäre Ressentiments anzapft und schürt, um eine Wahl zu gewinnen und das daraus resultierende Mandat zu nutzen, um weiterhin elitäre Interessen zu verfolgen.“

### Kritik
Der französische Wirtschaftswissenschaftler Thomas Piketty rät, gänzlich auf den Begriff Populismus zu verzichten, da er unterkomplex sei und ignoriere, dass es in Fragen von Grenze und Eigentum durchaus verschiedene legitime Positionen geben könne.

## Geschichte
Der begrifflichen Herkunft gemäß wird Populismus auch auf historische Erscheinungsformen bezogen, z. B. auf Tyrannen der griechischen Antike, auf die Popularen (populares) in der späten Römischen Republik, auf die Agitation von Bettelmönchen (Dominikanern, Kapuzinern) im Mittelalter und in der frühen Neuzeit oder auf die sozialrevolutionären russischen Narodniki. Althistoriker wie Lukas Thommen sehen Parallelen zum Politikstil der Popularen in den Römischen Bürgerkriegen und Ständekämpfen, die sich gegen die herrschende konservative Adelselite der Optimaten wendeten.

### Anfänge in den USA
Geprägt wurde der Begriff als Selbstbezeichnung der Farmerbewegung in den USA, die – ausgehend von der Farmers’ Alliance der 1870er Jahre in Texas – gegen das in New York City konzentrierte Großkapital für eine Politik billiger Kredite, die Silberwährung, Referendumsdemokratie und landwirtschaftliche Verwertungsgenossenschaften kämpfte und dazu 1889/1890 die People’s Party gründete. Die ersten Populisten sahen ihre Vorstellungen von staatlicher Regulierung und Wohlfahrt in voller Übereinstimmung mit den wissenschaftlichen Erkenntnissen des ausgehenden 19. Jahrhunderts. Zugleich aber standen sie im dauernden Kampf mit den wirtschaftlichen und akademischen Eliten und betrachteten alle Privilegien mit Misstrauen, auch das Prestige, das den akademischen Berufen Autorität verlieh. Ihr Denken war auf radikale Weise demokratisch und schrieb den Experten die Aufgabe zu, der Bevölkerung zu dienen und sie zu informieren, während diese ihrem Tagewerk als Bürger in einer Demokratie nachgingen. Getragen wurde die Partei von der Bauernrevolte gegen hohe Kreditzinsen und Transportgebühren (Eisenbahnoligopol). Sie florierte am stärksten unter den Farmern im Südwesten und in den Great Plains. Etwa 45 Mitglieder der Partei saßen zwischen 1891 und 1902 im Kongress. Die Ziele der Partei waren unter anderem die Abschaffung nationaler Banken, eine gestaffelte Einkommensteuer, die direkte Wahl von Senatoren (17. Zusatzartikel zur Verfassung der Vereinigten Staaten) und eine Reform der öffentlichen Verwaltung. In dieser Bewegung waren Verschwörungstheorien weit verbreitet.
Die Demokratische Partei griff manche dieser Forderungen und Ideen auf, so dass diese im New Deal nachwirkten. Auch US-amerikanische Konsumenten- und Anti-Trust-Bewegungen werden in dieser Tradition des Populismus gesehen. Insgesamt wurde dieser Begriff in den USA meist positiver bewertet als in Europa und von Wissenschaftlern neutral genutzt; er war nicht zwingend – abgesehen von der Ära des McCarthyismus – mit Fremdenfeindlichkeit konnotiert, sondern stellte einen Rückgriff auf das Demokratieversprechen der US-Gründerväter dar.
Als sozial- und politikwissenschaftliches Konzept fand Populismus jedoch erst ab den 1960er Jahren Einzug in die akademische Debatte, wobei als dessen Urvater der US-Soziologe Edward Shils ausgemacht werden kann. Zuvor war der Begriff lediglich Untersuchungsgegenstand von Historikern, welche sich mit den genannten Bauernbewegungen in den Vereinigten Staaten auseinandersetzten.

### Modernisierungsbewegung oder antimoderne Reaktion?
Uneinigkeit besteht unter Historikern, ob die Bewegung des US-amerikanischen Populismus Ende des 19. Jahrhunderts eher als antimodern (verbunden mit dem Vorwurf, dass die Bauernbewegung im einfachen und ländlichen Leben einen Idealzustand sah) oder im Gegenteil als modern (z. B. wegen der übergeordneten politischen Ziele, der Förderung von Bildung unter den Bauern und der Förderung der Zusammenarbeit unter den Bauern in der Farmers’ Alliance) anzusehen ist. Tim Spier sieht in populistischen Bewegungen wie die der US-Farmer Reaktionen auf mehr oder weniger erfolgreiche oder auch gescheiterte Modernisierungsversuche, deren ambivalente Ergebnisse die Modernisierungsverlierer weitgehend mobilisierten.
Obwohl die Bauernbewegung kein bleibender Bestandteil der politischen Landschaft in den USA war, veranlasste die dafür gegründete Populist Party doch wichtige und beständige Regeln wie Amtszeitbeschränkungen und die geheime Wahl. Einige ihrer Standpunkte wurden im Lauf der folgenden Jahrzehnte von anderen Bewegungen und Politikern übernommen, etwa in der Modernisierungspolitik des New Deal (siehe oben). Diese führte zur Reform der Landwirtschaft, des Bankwesens, der Elektrizitätsversorgung, der Arbeitslosen- und Sozialprogramme, zur Einführung von Mindestlöhnen, zum Verbot der Kinderarbeit und zu einer kulturellen Erneuerung. Als der New Deal sich jedoch immer weiter nach links öffnete und den Einfluss der Südstaaten auf die Populist Party bedrohte, reagierte die weiße Südstaatenbevölkerung mit gesteigertem Rassismus.

### Erscheinungsformen im 20. Jahrhundert
In den 1970er Jahren nannten die amerikanischen Neokonservativen die Ökologie-, Frauen- und Friedensbewegung in den USA populistisch, um sie als antimodernistische, irrationale und regressive Bewegung abzuwerten („zurück in die Steinzeit“ etc.). Neomarxisten dagegen nannten die Politik Margaret Thatchers populistisch. Dieser britischen Premierministerin war es gelungen, die zuvor regierende Labour-Regierung als „Machtblock“ darzustellen und mit Forderungen für „mehr persönliche Initiative und Freiheit“ gegen „die da oben“ abzulösen, obwohl ihre Politik des Sozialabbaus manche ihrer Wähler selbst benachteiligte.
In Frankreich werden populistische Strömungen wie die von Pierre Poujade (1920–2003) angeführte Steuerstreikbewegung von Kleinhändlern und Handwerkern in den 1950er Jahren auch als poujadistisch bezeichnet.
Laut Pierre Bourdieu ist Populismus „stets nur Ethnozentrismus mit umgekehrten Vorzeichen“, indem Angehörige der Eliten entgegen deren Mainstream und „aus populistischen Motiven … dem Volk ein gleichsam angeborenes Wissen über Politik“ zuerkennen und damit in den unteren Bevölkerungsschichten Proselyten machen.
Als ein Zentrum populistischer Politik gilt Lateinamerika. Für manche Beobachter stellte sie dort die wichtigste politische Kraft des 20. Jahrhunderts dar, da sie die Unterordnung breiter Bevölkerungsschichten unter eine politische Führerfigur bewirkt habe. Dort sind populistische Regime für längere Zeit an die Macht gelangt: Juan Domingo Perón, argentinischer Präsident von 1943–55 und 1973–74, Eva Perón (ohne jedes Ministeramt), Getúlio Vargas, Regierungschef in Brasilien von 1930–45 und von 1950–54 sowie Präsident Lázaro Cárdenas (1934–40) in Mexiko. Die jüngeren linkspopulistischen Regierungen der Präsidenten Hugo Chávez in Venezuela (1999–2013), Luiz Inácio Lula da Silva in Brasilien (2003–2011), Cristina Fernández de Kirchner in Argentinien (2007–2015) oder Evo Morales in Bolivien (2006–2019) werden allerdings an anderen Maßstäben gemessen als den in Europa üblichen: „Wenn Morales der verarmten Bevölkerung Boliviens im Alter eine Mindestrente von umgerechnet kaum 50 Euro garantiert, nennt man das in deutschen Zeitungen ‚populistische Wahlgeschenke‘. Wenn aber in Deutschland der Minimalsatz staatlicher Sozialleistungen auf das Achtfache der bolivianischen Volksrente festgesetzt wird, dann sprechen dieselben Zeitungen von ‚Sozialabbau‘.“

## Ursachen
Als Populismus begünstigende Ursachen werden sowohl die Auswirkungen beschleunigten sozioökonomischen Wandels als auch kulturelle Einflüsse und Bedrohungsängste sowie Identifikationsprobleme mit dem politischen Institutionengefüge erwogen. Die zugrunde liegenden Faktoren und Erscheinungsformen beeinflussen einander und bilden einen Ursachenzusammenhang. Die Soziologin Cornelia Koppetsch hält für die Entstehung bedeutender populistischer Protestbewegungen drei Faktoren für notwendig:
- strukturelle Deklassierung wesentlicher Teile der Bevölkerung
- eine Legitimationskrise der bestehenden Ordnung
- strukturbedrohliche Krisenereignisse.

### Bürgerferne Politik
Als Ursachen für ein gehäuftes Auftreten von Populismus gelten unter anderem eine zu große Distanz und Distinktion zwischen den Interessen und der Sprache der Bevölkerung einerseits und der Regierenden bzw. des Establishments andererseits. Dies führe zu einem Mangel an direkter bzw. repräsentativer demokratischer Repräsentation und zu fehlender Bürgernähe.
Eine weitere Ursache für den Erfolg von Populisten sehen Politikwissenschaftler in der Unzufriedenheit der Wähler mit der Konsensdemokratie. Ursprünglich sollte sie die Teilhabe aller gesellschaftlichen Gruppen an der Politik gewährleisten. Da sich aber immer weniger Bürger mit den traditionellen Milieus identifizieren, sehen sie ihre Interessen durch die verhandlungsorientierte „Hinterzimmerpolitik“ der etablierten Parteien nur unzureichend vertreten.

### Emotionale Aspekte: Furcht vor Abstieg, Entfremdung und Denationalisierung
Tatsächliche und gefühlte Ursachen und Ausdrucksformen von Populismus vermengen sich mitunter, etwa durch Furcht vor Staatsversagen und Arbeitslosigkeit, durch schwindende soziale Sicherheit und Angst vor sozialem Abstieg, sinkendem bzw. bedrohtem Wohlstand, Kriminalitätsfurcht, die sinkende Bedeutung von Volksparteien, als oligarchisch empfundene Verhältnisse, Ablehnung von Werte- und Kulturwandel oder Zeitgeist bzw. Ablehnung des „Mainstreams“, die Ablehnung einer vermeintlichen Islamisierung, den Gegensatz zwischen ländlichen und urbanen Räumen, Medienkritik, Kapitalismus- und Globalisierungskritik, vermeintlich schwindende Meinungsfreiheit und Souveränitätsverlust, befürchteten zunehmenden Zentralismus, Staatsgläubigkeit sowie Bürokratisierung. Die Angst vor Souveränitätsverlust ist besonders in der EU verbreitet, geht doch hier der staatliche Souveränitätsverzicht weiter als in der übrigen Welt, da die betroffenen Staaten neben dem durch die Globalisierung erzwungenen Kompetenzverlust weitere Zuständigkeiten z. B. für Grenzsicherung freiwillig an die supranationale EU-Ebene abgaben.
Auch spielen emotionale Aspekte häufig eine Rolle bei der Ausbreitung von populistischer Rhetorik und Politik, etwa Vorurteile, Klischeevorstellungen, Entfremdung und Überfremdungsängste, menschliche Überforderung, der Wunsch nach gesellschaftlicher Entschleunigung oder das Gefühl, Modernisierungsverlierer zu sein.
Cornelia Koppetsch sieht, dass die Deklassierten der absteigenden Milieus ihren Abstieg als Prozess der Entbindung vom zivilisierten Verhaltenskodex, als soziale Entkopplung und De-sozialisierung wahrnehmen. Mit der Entwertung von Kompetenzen oder bislang gültiger Wert- und Verhaltensmaßstäbe sinke das Niveau der Affektkontrolle und Disziplinierung. Das Gefühl, als passives Objekt unbekannten Mächten ausgeliefert zu sein, bedeute Entfremdung. Koppetsch meint, dass es ähnliche Entwicklungen schon früher gegeben habe und zitiert daher Norbert Elias, dass sich von Deklassierung betroffene Gruppen „in ihrem Selbstwert erniedrigt“ fühlen und Machtverlust ihren „erbitterten Widerstand, ein oft kaum mehr realitätsgerechtes Verlangen nach Restauration der alten Ordnung“ auslöse.
Der Sozialwissenschaftler Andreas Reckwitz versteht den Populismus „als eine im Kern verlustbezogene politische Bewegung“, die auf Verlusterfahrungen ihrer Träger oder Adressaten reagiere. Das könnten entweder vergangene Verluste sein, wie im Fall der Ostdeutschen in der Nachwendezeit, oder befürchtete zukünftige Verluste, die beispielsweise durch die Klimapolitik entstehen könnten. Oft werde diese Erzählung gekoppelt mit der Perspektive aus einer Opferrolle und dem Wunsch nach einer Wiedergutmachung für den erlittenen Verlust. Dem werde ein Narrativ entgegengesetzt, wonach die Rückkehr in den vorherigen gesellschaftlichen Zustand möglich sei.

### Sozioökonomische Ursachen
Verschiedene Autoren sehen den Populismus nicht als Ursache der Gefährdung moderner Demokratien an, sondern als Folge zunehmender ökonomischer und sozialer Ungleichheit und Exklusion, die mit demokratischen Mitteln nicht wirksam reduziert werden kann. Der Historiker Werner Scheidel sieht einen Zusammenhang zwischen der in Deutschland seit den 1980er Jahren steigenden ökonomischen und sozialen Ungleichheit und der Anfälligkeit für Populismus. Da sich aus historischer Sicht ökonomische Ungleichheit nie von selbst und auf friedlichem Wege abgebaut habe, sondern stets nur durch gewaltsame Umverteilung in Form von Kriegen und Katastrophen, sei eine weitere Zuspitzung der Konflikte zwischen ökonomischen Eliten und Benachteiligten durchaus denkbar. Eine ähnliche Position vertritt der schottische Regionalökonom Andrew Cumbers. Er hat einen Economic Democracy Index zur ökonomischen Marginalisierung entwickelt, der in 32 OECD-Ländern den Zusammenhang von sozialer und ökonomischer Exklusion einerseits, Fremdenfeindlichkeit andererseits aufzeigen soll. Der Zusammenhang sei in vernachlässigten altindustriellen Regionen wie South Wales, Ohio oder Michigan besonders deutlich. Cumbers weist aber darauf hin, dass es für Rassismus auch andere Ursachen gebe.
Auch für Norbert Berthold sind es vor allem die wirtschaftlich „Abgehängten“, die populistischen Parteien folgen. Die weltweit offenen Märkte haben insbesondere die Arbeitsplätze von Arbeitnehmern mit einfacher Qualifikation – vor allem männlicher Industriearbeiter – gefährdet. Für den sozialen Zusammenhalt der Gesellschaft sei Sozialkapital entscheidend, das durch gegenseitiges Vertrauen entstehe. Dieses sei in homogenen Gesellschaften mit ähnlichem kulturellem Hintergrund leichter aufzubauen. Mit der massenhaften Zuwanderung entstehen Ängste, dass Zuwanderung das Sozialkapital erodiert und die Gesellschaft destabilisiert.
Der Ökonom Adalbert Winkler kritisiert u. a., dass es „auf europäischer und globaler Ebene für zentrale ökonomische und sozio-kulturelle Fragestellungen keine handlungsfähige politische Instanz (gibt), die in der Lage ist, von Bürgern in diesen Bereichen angemahnte Fehlentwicklungen zu korrigieren“, die darin bestehen, dass „Subventionen, Regulierungen und Privilegien, die die sozio-kulturellen Besonderheiten eines Landes schützten“, ersatzlos abgebaut werden.

### Gewichtsverschiebungen im demokratischen Institutionengefüge
Für Michael Zürn sind sowohl die sozioökonomische als auch die kulturelle Ursachenerklärung des jüngeren Populismus-Auftriebs jeweils nur teilweise überzeugend. So bleibe bei der sozioökonomischen Betrachtungsweise unklar, warum Globalisierungsverlierer sich einem autoritären Populismus zuwenden und nicht einem Linkspopulismus, der unmittelbaren sozialen Schutz verspreche. Zürn bevorzugt einen politischen Erklärungsansatz, der eine seit den 1960er Jahren bei „bildungsschwächeren und stärker heimatverbundenen“ Gesellschaftsschichten geringer werdende Akzeptanz in Bezug auf das ihre Wünsche und Interessen zu wenig berücksichtigende politische System beinhaltet.
Eine von Experten und professionalisierten Parteispitzen ausgehandelte, halb pragmatische, halb technokratische Politik der Kompromisse wirke auf viele als zu distanziert und bürokratisiert. Folglich sei es zu einer Entfremdung zwischen Wählern und Parteirepräsentanten gekommen. Andererseits genossen „nicht-majoritäre Institutionen“ wie Zentralbanken und Verfassungsgerichte über lange Zeit allgemein hohes Vertrauen. „In den vergangenen Jahren wurde dann deutlicher, was immer schon in den nicht-majoritären Institutionen angelegt war: eine liberal-kosmopolitische Grundorientierung. Gerichte schützen Individualrechte gegen den Willen der Mehrheit, internationale Institutionen zielen auf offene Grenzen und supranationale Entscheidungskompetenzen und die Zentralbanken stützen eine monetäre Wirtschaftspolitik.“ Bei vielen heimatverbundenen Menschen sei dadurch der Eindruck entstanden, so Zürn, sie würden von nicht-majoritären Institutionen dominiert, aber nicht repräsentiert. Auch Karin Priester nennt als Gründe für zunehmenden Populismus die „Verengung von Politik auf technokratische Governance, auf deliberative Absprachen zwischen politischen Entscheidungsträgern und demokratisch nicht legitimierten Experten sowie die vermeintliche Alternativlosigkeit der Volksparteien“.

### Geografische Ursachen
Rechtsextreme und -populistische Parteien waren und sind oft stark in peripherisierten Regionen, z. B. in Ostdeutschland und im Norden Frankreichs. Andere Beispiele sind Hitlers Wähler in den ehemaligen Ostgebieten, die FPÖ in Kärnten, die Schwedendemokraten in Schonen oder die PVV in Limburg.

#### Milieus der AfD-Wähler im strukturräumlichen Kontext Deutschlands
Eine strukturräumliche Analyse der Wahlergebnisse der Alternative für Deutschland (AfD) ermöglicht einen Blick auf die regionalen und kommunalen Lebensverhältnisse der AfD-Wähler, differenziert nach den Milieus, denen diese Menschen zugehören. Ein wesentliches Element der Betrachtung ist der Bezug auf die Peripherisierung von Sozialräumen in ländlichen Gebieten und Stadtteilen in Ost- und Westdeutschland.
Entsprechend den Sinus-Milieus kristallisierten sich das Milieu der "Traditionellen", das "nostalgisch bürgerliche" Milieu und das "prekäre" Milieu als Reservoir für die AfD-Wählerschaft heraus. Im Milieu Bürgerliche Mitte sind viele Handwerksmeister, Arbeiter, kleine Gewerbetreibende und Einzelhändler AfD-Wähler. Das Traditionelle Mileu besteht zum großen Teil aus Rentern und im Prekären Milieu arbeiten viele in prekären Arbeitsverhältnissen, oder beziehen Leistungen nach dem SGB XII.
Die Wählerschaft der AfD reicht also von der Rentnerin mit Arbeitslosenbiographie bis hin zum Selbstständigen. Ehemalige Nichtwähler bilden ein Hauptreservoir für die AfD, die am besten in der Altergruppe der 35- bis 59-jährigen abschneidet, in Ostdeutschland noch etwas stärker bei 45- bis 59-jährigen Männern. Das hängt auch mit dem massiven Wegbrechen von 19- bis 30-jährigen in der Bevölkerung Ostdeutschlands in Folge einer Binnenmigration nach Westdeutschland zusammen.
In Westdeutschland erzielt die AfD ihre besten Ergebnisse in "zentralen Lagen mit hohen Zukunftsrisiken". In östlichen Regionen ist ein Zusammenhang zwischen "regional struktureller Peripherisierung" und AfD-Erfolgen vorhanden. Zwischen den Milieus reicht die Spannweite für die Wahlbereitschaft der AfD zwischen 6 und 28 Prozent. Das prekäre Milieu ist in peripheren Stadtlagen überrepräsentiert, zum Beispiel in Plattenbausiedlungen.
In den Wachstumszenten in Ostdeutschland ist die AfD in jenen Stadtteilen stark, deren Bewohner den "durch ostdeutsche Identitäten und den Transformationsprozess zusätzlich geprägten Milieus der Bürgerlichen Mitte oder des Prekären Milieu" angehören. Der oft angeführte Stadt-Land-Unterschied ist zwar vorhanden, wirkt sich aber nur aus, wenn er mit einem "sozio-demografischem und -ökonomischem Niedergang" zusammengeht.
Die AfD-affinen Milieus spiegeln Lebenseinstellungen wider, die einen starken Transformationsprozess durchlaufen haben. Vor allem in Ostdeutschland wurden negative Lebenserfahrungen durch Deindustrialisierung, Arbeitslosigkeit sowie die "symbolische Entwertung unzähliger Biografien" geprägt. Im Milieu der "nostalgisch bürgerlichen MItte" setzten sich "regressive Normalitätsvorstellungen" durch, welche bestehende Hierarchien und Privilegien bewahren möchten.
Die Arbeiterklasse als Teil dieser "nostalgisch bürgerlichen Mitte" teilt zwar nach wie vor eine ökonomische Vorstellung der Umverteilung, zeichnet sich aber auch durch fremdenfeindliche Einstellungen und eine "national-solidarische Deutung der Welt" aus. Im Prekären Milieu schlossen sich "Modernisierungsverlierer" der "kulturellen Gegenbewegung" des bürgerlichen Milieus an.

## Argumentationsstrukturen
Bevorzugt werden solche Themen aufgegriffen, die bei vielen Bürgern starke Emotionen hervorrufen und sich der traditionellen Rechts-Links-Zuordnung entziehen, soweit sie sich auf nationale oder globale Themen beziehen (z. B. Zuwanderung). Der Populismus argumentiert (scheinbar) klassenunspezifisch und beansprucht, damit eine Voraussetzung zur Bildung einer gemeinsamen Identität zu schaffen und das Allgemeine zu repräsentieren.
Karin Priester nennt als Grundelemente populistischer Denk- und Argumentationsstrukturen:
1. die Gegenüberstellung von „gemeinem Volk“ und Eliten
2. die Berufung auf das durch die Eliten noch unverfälschte Urteilsvermögen des Volkes oder auf den common sense
3. die verschwörungstheoretische Denunziation der Machenschaften der Eliten
4. die Moralisierung des Diskurses (Wahrheit vs. Unwahrheit; moralische Rückgratlosigkeit der Eliten)
5. die Beschwörung von Krise und Niedergang
6. die Legitimationsbasis des „gemeinen Volkes“ als „Stimme Gottes“ (höhere Macht)

Typisch sei demnach eine dichotome Weltsicht, die „ihre Legitimation nicht aus politischen Forderungen ableitet, sondern aus einer vorgängigen, höheren Moralität“.
Ähnlich definiert der Politikwissenschaftler Harald Schmidt den Begriff. In den Mittelpunkt der Agitation gerückt wird „das Volk“, dem sowohl politische Reife wie einheitliche Interessen unterstellt werden, wodurch es den paternalistischen und eigennützigen Interessen der „Eliten“ gegenübersteht. Der „brave Bürger“ als vertrauenswürdiger Idealtyp repräsentiert im populistischen Weltbild die breite Bevölkerungsmehrheit, sein Interesse das Volksinteresse und letztlich den generellen Volkswillen. Es entsteht eine fiktive homogene Volksgemeinschaft mit einheitlichem, aber unklar umrissenem Willen, dem verschiedene Gegner gegenüberstehen. Dies sind sowohl die herrschenden Eliten als auch „diejenigen Teile der Bevölkerung, die sich partout weigerten, den Volkswillen als ihren eigenen anzuerkennen und sich mit ihm zu identifizieren“. Populisten präsentieren sich im Namen des „einfachen Volkes“ als Herausforderer dieser „Unterdrücker“. Die Dichotomie zwischen „Wir, das Volk“ und dem „Die, die uns unterdrücken, uns schaden, uns behindern“ ist ein gemeinsames Element ansonsten inhaltlich sehr unterschiedlicher populistischer Bewegungen. Die Anklage der Elite wird bisweilen in Form einer Verschwörungstheorie zugespitzt und weist dann häufig Übereinstimmungen mit antisemitischen Deutungsmustern auf. Im Kontext des Rechtspopulismus tritt häufig eine Ausrichtung auf starke, charismatische Führungspersönlichkeiten hinzu.
Gründe dafür, dass Vereinfachungen, Halbwahrheiten und falsche Aussagen, wie sie Populisten vorbringen, geglaubt werden, liegen nach dem Soziologen Olaf Struck zum einen in einer gewissen Akzeptanz der Lüge zum „noblen Zweck“. Zum anderen wird teilweise eine vorteilhafte Selbstdarstellung von politischen Akteuren akzeptiert. Wesentlich sei drittens, dass Menschen grundsätzlich und besonders Angehörige einer populistischen Gruppe aufgrund bestehender kognitiver und sozialer Mechanismen wie Confirmation Bias, Wirkungen von Gruppenzugehörigkeit und sozialer Identität u. a. Situationen und Aussagen selektiv wahrnehmen würden. Solche kognitiven und sozialen Mechanismen würden von populistischen Gruppen und Parteien gezielt genutzt.

## Richtungen

Vlaams Belang erhielt, noch als Vlaams Blok, in Flandern bis zu 24 Prozent der Wählerstimmen.

Bei einem Verständnis von Populismus als bloße Strategie zur Machtgewinnung kann sich dieser sowohl mit „linken“ wie „rechten“ politischen Zielen verbinden. Laut Florian Hartleb, der in seiner Fallstudie die Partei Rechtsstaatlicher Offensive und die PDS untersuchte und als rechts- bzw. linkspopulistische Parteien klassifizierte, gibt es allerdings keinen festen Kriterienkatalog für die Einstufung einer Partei als rechts- oder linkspopulistisch.

### Rechtspopulismus
Herbert Kitschelt beschreibt die Programmatik rechtspopulistischer Parteien als „Kombination von entschieden ‚ultra-liberalen‘ wirtschaftlichen Positionen und eines autoritären und partikularistischen Herangehens an Fragen der partizipativen Demokratie, der Bürgerrechte und der Lebensstile“. Zentrale Mobilisierungsthemen seien dabei meist die Ablehnung des politischen Establishments, „neoliberale“ wirtschaftspolitische Forderungen und eine rassistische, kulturalistische und/oder (standort-)nationalistische Identitätspolitik. Florian Hartleb widerspricht Kitschelt. Ein „prononcierter Neoliberalismus“ treffe nur auf einen Teil der rechtspopulistischen Parteien zu. Parteien wie der Front National oder Vlaams Blok agierten vielmehr am Sozialstaat orientiert.
Das Gefährliche am Rechtspopulismus ist für Wolfgang Merkel und Robert Vehrkamp „sein völkischer Nationalismus im Gewand eines populistisch-illiberalen Demokratiekonzepts. […] Es ist die Ausspielung der großen Idee der Volkssouveränität gegen den Rechtsstaat, der mit der vorbehaltlosen Sicherung von zivilen und politischen Rechten die Demokratie erst ermöglicht.“ Rechtspopulisten deformierten die Demokratie und höhlten sie aus.
Die mit dem Aufstieg rechtspopulistischer Parteien verbundene Marginalisierung des Neofaschismus und die veränderte Programmatik werden teilweise als eine Modernisierungsbewegung des Rechtsextremismus verstanden. Als Beispiele für rechtspopulistische Parteien werden meist die Freiheitliche Partei Österreichs (FPÖ), der französische Front National, die polnische Prawo i Sprawiedliwość, der belgische Vlaams Belang (ehemals Vlaams Blok), die dänische Dansk Folkeparti, die niederländische Partij voor de Vrijheid, die norwegische Fremskrittspartiet, die italienische Lega Nord, die Schweizerische Volkspartei (SVP) sowie die Alternative für Deutschland (AfD) genannt.
Der argentinische Historiker Federico Finchelstein grenzt den modernen Populismus vom Faschismus durch folgende Merkmale ab:
- Legitime Machterringung durch Mehrheiten in freien Wahlen (oft sogar mit Zerstörung vorangehender Militärdiktaturen wie durch Perón)
- Verzicht auf offene Gewalt, auf Militarisierung und diktatorische Vollmachten
- Beherrschung der Presse und Verbreitung von Lügen, die die Inhaber der Macht im Unterschied zu den Faschisten allerdings selbst nicht glauben (Berlusconi, Trump, Bolsonaro)
- Verzicht auf extreme Xenophobie und Antisemitismus
- Keine Anleihen bei marxistisch-sozialistischer Ideologie, stattdessen Orientierung am Neoliberalismus.[66]

Zu den rechtspopulistischen Parteien in Deutschland werden neben der AfD unter anderen Die Republikaner, die Statt Partei, der Bund freier Bürger, die Partei Rechtsstaatlicher Offensive und Pro Köln gezählt. Im Vergleich mit rechtspopulistischen Parteien in anderen westeuropäischen Ländern war diese Strömung in der Bundesrepublik Deutschland bis in die jüngere Vergangenheit eher erfolglos; die AfD konnte jedoch bei der Bundestagswahl 2017 über 12 % erreichen und zog somit in den Bundestag ein. Die vorhergegangenen eher schwachen Ergebnisse werden in der sozialwissenschaftlichen Debatte mit dem Unvermögen der bisherigen rechtspopulistischen Parteien erklärt, das auch in Deutschland vorhandene Wählerpotential auszuschöpfen. Als Gründe dafür werden unter anderem mangelnde politische Fähigkeiten der rechtspopulistischen Akteure, das Fehlen einer überzeugenden Führungspersönlichkeit und die durch die deutsche Geschichte geprägte politische Kultur genannt.
Auch innerhalb des Rechtspopulismus gibt es deutlich zu unterscheidende Strömungen, die in Teilaspekten sogar gegensätzlich sein können. So vertreten die Perussuomalaiset („Wahren Finnen“) traditionell-konservative Werte und sind in soziokulturellen Fragen autoritär, während Pim Fortuyn in den Niederlanden ein soziokulturell libertäres Programm hatte und sich nicht an der Nation oder einem ethnischen Volksbegriff, sondern an der „westlichen“ Kultur orientierte.
Der Schweizer Politikwissenschaftler Laurent Bernhard schreibt, dass sich der Rechtspopulismus vor allem in Nordeuropa entfalte, während Südeuropa zu Linkspopulismus neige. Ein Sonderfall sei Frankreich, wo beide Formen vorhanden seien.

### Linkspopulismus
Auch linke Parteien können typische Merkmale des Populismus aufweisen. Hinzu kommt bei ihnen eine dem Sozialismus und der Sozialdemokratie nahestehende politische Ausrichtung. Sie betonen beispielsweise soziale Gerechtigkeit, Antikapitalismus, Antiglobalisierung und Pazifismus. Gegenüber den älteren sozialistischen und sozialdemokratischen Parteien sind Klassenfragen und sozialistische Ideologie bei linkspopulistischen Parteien jedoch weniger wichtig. Im Gegensatz zum Rechtspopulismus, der die Ausgrenzung bestimmter Menschengruppen betreibt, geht es dem linken Populismus um eine möglichst chancengleiche Einbeziehung und Mitwirkung unterprivilegierter Gesellschaftsgruppen. Diese soll durch verbesserte Partizipation und durch Umverteilung des gesellschaftlichen Reichtums erreicht werden. Dazu streben Linkspopulisten typischerweise ein neben den bestehenden staatlichen Institutionen stehendes, parlamentarisch nicht kontrolliertes, sondern direkt an die jeweilige Führungsperson gebundenes Klientelsystem an. Der Linkspopulismus ist heute insbesondere in Lateinamerika (Argentinien, Bolivien, Brasilien, Chile, Ecuador, Guyana, Peru und Venezuela) verbreitet. Bekannte linkspopulistische Politiker sind Evo Morales (Bolivien), Rafael Correa (Ecuador), Fernando Lugo (Paraguay) und Hugo Chávez (Venezuela).
Auch in den Vereinigten Staaten und Kanada hat der Linkspopulismus laut Andrej Zaslove eine lange Geschichte. Beispiele in Europa sei in Deutschland die Partei PDS, aus der die heutige Partei Die Linke hervorging, in Italien die gegen die Regierung Berlusconi gerichtete Girotondi-Bewegung von 2002/03, in Tschechien die Komunistická strana Čech a Moravy oder in der Slowakei die Partei Komunistická strana Slovenska.

### Weitere Unterscheidungen
Neben dem (radikalen) Rechtspopulismus benennt Cas Mudde zwei weitere Typen populistischer Parteien in Europa: Sozialpopulisten und neoliberale Populisten. Weitere Populismusforscher haben diese Kategorien übernommen. Demnach verbindet sich radikaler Rechts- oder Nationalpopulismus mit Ethnonationalismus als „Wirtsideologie“, verbindet sich neoliberaler (marktradikaler) Populismus mit Neoliberalismus und Sozialpopulismus mit demokratischem Sozialismus.
Christoph Butterwegge konstatierte schon 2008, dass sich „der moderne Rechtsextremismus bzw. -populismus […] nicht von seinen sozioökonomischen Rahmenbedingungen ablösen (lasse), sondern nur im Kontext einer größeren Weltmarktdynamik“ zu verstehen sei. Der marktradikale Neoliberalismus spiele in Tagespolitik wie im Alltagsbewusstsein eine herrschende Rolle; er sei Ausdruck der Tatsache, dass das Primat der Politik beendet sei. Gegen die Zumutung universalistischer Marktgesetze, die die Globalisierung der Arbeitsmärkte und der Kulturen einschließen, versuchen die Rechtspopulisten lokale und nationale Schutzzäune zu errichten, während die Linkspopulisten universelle Gleichheit durch Umverteilung realisieren wollen.
Der Politikwissenschaftler Kai-Olaf Lang unterscheidet bei der Beschreibung populistischer Parteien in den postkommunistischen Ländern Mittel- und Osteuropas sieben Typen von Populisten: Nationalpopulisten, Linkspopulisten, Agrarpopulisten, Populisten der Mitte, Nationalliberale und Nationalkonservative, Sozialpopulisten sowie Law-and-Order-Populisten. Dabei fasst er die drei erstgenannten Gruppen als „harte“ und die vier übrigen als „weiche Populisten“ zusammen. Zu den letzteren zählt er nicht nur an den Rändern des politischen Spektrums stehende Parteien, sondern auch große und relativ gemäßigte, z. B. Občanská demokratická strana in Tschechien und Fidesz in Ungarn (nationalliberal oder nationalkonservativ), Recht und Gerechtigkeit in Polen (Law and Order), Smer in der Slowakei und Estnische Zentrumspartei (sozialpopulistisch) sowie Res Publica in Estland und Jaunais laiks in Lettland (Populismus der Mitte).
Bei Anwendung eines weiten Populismusbegriffs fasst Klaus von Beyme auch die Grünen in ihrer frühen Phase sowie die „WutbürgerInnen“ der internationalen Occupy-Bewegung als Vertreter von Spielarten des Populismus. Die Piratenpartei Deutschland bezeichnet er als „basisdemokratisch-populistisch“. Der Versuch, „alles von der repräsentativen Demokratie Abweichende“ als Populismus zu erfassen, wird aber von anderer Seite kritisiert.
Die österreichische Autorin Sylvia Szely spricht in Bezug auf den Populismus der jungen politischen Führer Europas wie Sebastian Kurz und Luigi Di Maio, die der Generation Y entstammen, von einem Populismus light. Sie setzten sich von rechten Hardlinern ab und seien mit Internet und mobiler Kommunikation, mit Werbung und Marketing aufgewachsen. Sie hätten in jungen Jahren den Terroranschlag auf die Twin Towers in New York und andere globale Krisen miterlebt und seien daher relativ resistent gegenüber Gefühlen von Unsicherheit; sie seien außerdem „Meister im Improvisieren“ und managten ihre Parteien und Regierungen „wie ein CEO seine Firma“.

## Strategische Aspekte von Populismus und Populismuskritik
Populismus kann auch in einer Strategie für die Präsentation von politischen Inhalten bestehen. Kern des Rechtspopulismus sei die Provokation, der Bruch von Tabus, heißt es bei Wolfgang Merkel und Robert Vehrkamp. Zu den Merkmalen populistischer Strategie gehören emotionale Kampagnen, in denen vereinfachende Lösungen für komplexe Probleme propagiert werden. Dabei handelt es sich oft um politischen Opportunismus mit dem Zweck, Wähler hinzuzugewinnen. Wer als Populist bezeichnet wird, stellt sich demgegenüber gern selbst als jemand dar, der Tabuthemen aufgreift und eine vermeintlich bürgerferne Politik bekämpft.
Auf der anderen Seite wird kritisiert, dass nahezu jede populäre politische Forderung als populistisch behandelt und abgetan werde, die dem echten oder vermuteten Mehrheitswillen der Bevölkerung entspreche, aber im Widerspruch zu Zielsetzungen bzw. zur politischen Praxis der Regierenden stehe. Kritiker sehen darin ein gestörtes Verhältnis zur Demokratie, besonders wenn unpopuläre Regierungen für ihr Handeln „höhere Einsicht“ reklamieren.
Der Philosoph und Soziologe Oliver Marchart kritisiert die Strategie, massenwirksame Forderungen als „populistisch“ abzuwehren, als Ausdruck eines „liberalen Antipopulismus“, einer Abwehrstrategie gegen denkbare Alternativen, ohne auf die Inhalte der Alternativen eingehen zu müssen: Wenn zutreffe, dass „Populismus an sich noch keinen bestimmten ideologischen Inhalt hat, dann ist auch die pauschale Kritik am Populismus inhaltslos. Denn dann wird nur eine bestimmte Form der Mobilisierung kritisiert. Wofür konkret mobilisiert wird, ist dann nebensächlich.“ Auch die Strategie der Beschämung der Wähler populistischer Parteien hält er für letztlich kontraproduktiv: „Leute zu beschämen ist eine der effektivsten Arten, sie still zu halten, weil sie damit auch ihre eigene untergeordnete Position internalisieren. […] Armut oder Arbeitslosigkeit werden durch die Politik der letzten Jahre immer mehr als selbstverschuldet dargestellt. Aber auch die Beschämung der sogenannten Rechtswähler als männliche, weiße Rassisten wirkt kontraproduktiv.“

## Populismus und Medien
Paul Virilio sah den Einfluss der Medien auf die Politik bereits in den 1990er Jahren als eine Hauptursache des Aufstiegs populistischer Strömungen an: Die Virtualisierung der Politik, ihre Verlagerung in den medialen Raum habe in Italien den Boden für den Erfolg Silvio Berlusconis bereitet; an die Stelle des Machtwechsels zwischen parlamentarischen Kräften trete der Machtwechsel zwischen Politik und Medien, an die Stelle der Bedeutung der Wahlen die der Meinungsumfragen und der Einschaltquoten.
Auch wird die „Medienlogik“ der modernen „Mediendemokratie“ in den Medienwissenschaften als Nährboden für „populistische Stimmungen“ gesehen. Die Medienlogik regele vorrangig nach dem System der Selektionslogik die Auswahl der Nachrichten nach ihrem Ereignis- und Nachrichtenwert und nach einem Regelsystem der Präsentationslogik. Nach der Präsentationslogik sei es das Ziel, durch einen Kriterienkatalog von „Inszenierungsformen“ für die ausgewählten Nachrichten ein Maximum eines „anhaltenden Publikumsinteresses“ zu erreichen. Das führe in fast allen Medien zu „Präsentationsebenen“, die durch „spannungsreiche theatralische Inszenierungen“ gekennzeichnet sind.
Als spezieller Nährboden für Populismus zeigt sich in diesem Zusammenhang eine sowohl von den politischen Akteuren als auch von den medialen Beobachtern geprägte Kommunikationsstruktur, bei der die öffentliche Darstellung von Politik und ihr tatsächlicher Vollzug voneinander getrennt werden. Medienwissenschaftler wie Thomas Meyer zählen zu den diesbezüglichen Erscheinungsformen „symbolische Scheinpolitik“, „mediengerechte Theatralisierung“, „Event-Politik“ und „Image-Politik“. Nach Andreas Dörner werden diese Ausformungen Politainment genannt.
Auch manchen Massenmedien wird der Vorwurf des Populismus gemacht, in den USA zum Beispiel dem Fernsehsender Fox News, in Großbritannien dem Boulevardblatt The Sun, in Deutschland der Bild, in Österreich der Kronen Zeitung und in der Schweiz dem Blick.

## Populismus und Verschwörungstheorien
In der wissenschaftlichen Literatur werden seit einiger Zeit Korrelationen zwischen dem gegenwärtigen Populismus und Verschwörungstheorien festgestellt. Als Beispiele für das gehäufte Auftreten von Verschwörungstheorien bei Populisten werden unter anderem der venezolanische Präsident Hugo Chavez genannt, die polnische Regierungspartei Prawo i Sprawiedliwość, die ungarische Regierungspartei Fidesz und der deutsche Rechtspopulismus, wo die Ansicht verbreitet ist, die Flüchtlingskrise sei das Werk geheimer Eliten, die eine Umvolkung oder eine Zerstörung der Werte des christlichen Abendlandes im Schilde führten. Die Nähe zwischen beiden Denkweisen wird unter anderem mit der ihnen gemeinsamen Elitenkritik und der für beide typischen Komplexitätsreduktion erklärt. Zudem kann die Verwandtschaft von Populismus und Verschwörungstheorien mit der Tendenz einiger Populisten erklärt werden, die angeblich unbefangenen Beobachtungen „einfacher Leute“ als das einzig wahre Wissen anzusehen und wissenschaftliches Wissen demgegenüber als etwas darzustellen, das von den Macht- und Profitinteressen oder den politischen Überzeugungen einer akademischen Elite geprägt ist, wie die Kommunikationswissenschaftler Niels G. Mede und Mike S. Schäfer mit dem Konzept des „wissenschaftsbezogenen Populismus“ beschreiben. Nach dem deutschen Amerikanisten Michael Butter sind Verschwörungstheorien zwar kein notwendiges Element des populistischen Diskurses, insofern dieser auch ohne sie auskommt, es gelinge ihm aber gut, Verschwörungstheoretiker und Nichtverschwörungstheoretiker zu integrieren.
In zwei sozialpsychologischen Studien aus dem Jahr 2017 ließ sich eine signifikante Parallele zwischen populistischen und verschwörungstheoretischen Überzeugungen hinsichtlich des Glaubens daran nachweisen, dass angeblich kleine Gruppen das Weltgeschehen und den Zugang zu Informationen auf Kosten der Allgemeinheit kontrollieren. Bei Verschwörungstheorien, die der eigenen Regierung Verbrechen und Terrorismus vorwerfen, fand sich kein statistischer Zusammenhang. Gesundheitsbezogene Verschwörungstheorien (Impfgegner, Gedankenkontrolle), eher in bessergestellten, für Populismus weniger anfälligen sozialen Milieus vermutet, sind populistischen Thesen dagegen weniger nah; so werde den „Eliten“ von diesen Verschwörungsgläubigen eher Böswilligkeit unterstellt, während Populisten sie lieber als gierig und egoistisch darstellten. Eine verschwörungstheoretische Weltsicht wird zusammenfassend als starker Prädiktor für Anti-Elitismus und einen als einheitlich imaginierten Volkswillen gesehen.
Die Politikwissenschaftler Nancy L. Rosenblum und Russell Muirhead argumentieren, dass Donald Trump sowohl populistisch als auch verschwörungsideologisch argumentiere: Er präsentiere sich gleichzeitig als Verteidiger des Volkes (zum Beispiel gegen illegale Einwanderung) und als Opfer von Verschwörungen (der National Park Service würde die wahre Zahl der Besucher bei seiner Amtseinführung geheim halten). Beide Argumentationsmuster würden den Pluralismus ablehnen. Dennoch bleibe der Populismus innerhalb der Grenzen der repräsentativen Demokratie und sei grundsätzlich Argumenten, Belegen und dem gesunden Menschenverstand zugänglich. Die neue Verschwörungsideologie, die Rosenblum und Muirhead sehen, setze dagegen allein auf ständig wiederholte Behauptungen. Zudem würden Populisten die angeblich spontan geäußerte, authentische Stimme des Volkes in den Mittelpunkt stellen, während Verschwörungstheoretiker für sich in Anspruch nehmen, sie allein verstünden, was wirklich an False-Flag-Operationen und an Machenschaften des „Deep State“ vorgehe. Insofern sähen sie sich als eine neue Elite mit priviliegiertem Zugang zu Geheimwissen. Diese Verschwörungsideologien stellten somit einen Angriff auf die Demokratie dar.

## Politische Gegenmittel
Um die Grundwerte der bestehenden demokratischen Ordnung zu verteidigen, gilt es für Michael Zürn, Kritik am Status quo zu üben, ohne „das System“ verächtlich zu machen. Es gebe nur einen erfolgversprechenden Weg: „für die Demokratisierung der europäischen und internationalen Institutionen eintreten, den politischen Wettbewerb auf internationaler Ebene ermöglichen und diese Institutionen mit regulatorischer Kraft auch zur Verhinderung von neoliberalen Auswüchsen ausstatten.“ Ein Festhalten am technokratischen „Weiter so“ berge die Gefahr, „den autoritären Populisten vollends zu erliegen.“ Deren Bekämpfung durch eine „präventive Renationalisierung“ gleiche hingegen „dem Selbstmord aus Angst vor dem Tod.“
Einen „zweigleisigen Antipopulismus“, der zum einen auf Abgrenzung, zum anderen auf Responsivität im Sinne einer engeren Wähleranbindung setzt, empfehlen Wolfgang Merkel und Robert Vehrkamp. Populisten, die entlang der alten sozialen und der neuen kulturellen Konfliktlinien mobilisierten, hätten zu deren Überwindung keine eigenen Angebote. Diese müssten von der demokratischen, antipopulistischen Gegenmobilisierung kommen. „Eine verteilungsgerechtere Sozialpolitik, mehr sozialer Wohnungsbau, mehr Bildungschancen für alle, mehr Rentengerechtigkeit und bezahlbare Pflege für alle“, meinen die Autoren mit Blick auf die gegenwärtige Lage in Deutschland, „sind deshalb nicht nur vernünftige Politik, sondern Bausteine eines erfolgreichen Antipopulismus.“
Mitunter wird Mitte-Parteien kritisch vorgeworfen, als Reaktion auf den Aufstieg populistischer Akteure diese zu dämonisieren. So würden Mitte-links und Mitte-rechts-Parteien insbesondere Rechtspopulisten als undemokratisch bezeichnen und in die Nähe des Faschismus rücken. Empirisch lässt sich dies jedoch nicht systematisch bestätigen. Jakob Schwörer und Belén Fernández-García kamen zu dem Ergebnis, dass diese Praxis in Westeuropa weniger verbreitet ist als gewöhnlich angenommen und dass Mitte-rechts Parteien sogar davor zurückschrecken, Rechtspopulisten diskursiv scharf anzugreifen. Häufiger würden sie den Begriff Populismus verwenden, um populistische Akteure als solche zu kritisieren.